# عشاني
عشاني قرية سوريّة تتبع إداريّاً لمحافظة حلب منطقة عفرين ناحية مركز بلبل، بلغ تعداد سكانها 193 نسمة حسب التعداد السكاني لعام 2004.